# (1568) Aisleen
(1568) Aisleen es un asteroide perteneciente al cinturón de asteroides descubierto por Ernest Leonard Johnson desde el observatorio Union de Johannesburgo, República Sudaficana, el 21 de agosto de 1946.

## Designación y nombre
Aisleen se designó inicialmente como 1946 QB.
Posteriormente fue nombrado en honor de la esposa del descubridor.

## Características orbitales
Aisleen está situado a una distancia media del Sol de 2,352 ua, pudiendo alejarse hasta 2,95 ua. Tiene una inclinación orbital de 24,9° y una excentricidad de 0,2542. Emplea 1318 días en completar una órbita alrededor del Sol.